# Сенайи
Сенайи́ (фр. Senailly) — коммуна во Франции, находится в регионе Бургундия. Департамент коммуны — Кот-д’Ор. Входит в состав кантона Монбар. Округ коммуны — Монбар.
Код INSEE коммуны — 21604.

## Население
Население коммуны на 2010 год составляло 141 человек.
| 1962 | 1968 | 1975 | 1982 | 1990 | 1999 | 2010 |
| ---- | ---- | ---- | ---- | ---- | ---- | ---- |
| 153  | 134  | 129  | 154  | 157  | 151  | 141  |

## Экономика
В 2010 году среди 92 человек трудоспособного возраста (15—64 лет) 70 были экономически активными, 22 — неактивными (показатель активности — 76,1 %, в 1999 году было 72,6 %). Из 70 активных жителей работали 65 человек (38 мужчин и 27 женщин), безработных было 5 (3 мужчин и 2 женщины). Среди 22 неактивных 3 человека были учениками или студентами, 12 — пенсионерами, 7 были неактивными по другим причинам.